# Večernjakova ruža 2021.
Večernjakova ruža 2021. je 28. dodjela medijske nagrada Večernjakova ruža u Hrvatskoj, koja se dodjeljivala za medijski rad u prethodnoj, 2021. godini.
Nagradu Večernjakova ruža dodjeljuju hrvatske dnevne novine Večernji list i prilog Ekran.
Ovogodišnje kategorije bile su: TV osoba godine, radijska osoba godine, glumačko ostvarenje godine, TV emisija godine, radijska emisija godine, glazbenik godine, novo lice godine te nova kategorija digitalna ruža godine.
Voditelji programa bili su Doris Pinčić i Duško Ćurlić. Urednica emisije bila je Uršula Tolj, a redatelj prijenosa Tihomir Žarn.

## Proces
Prijedlog nominacija zaprimao se prema javnom pozivu do kraja 2021. godine od strane svih TV i diskografskih kuća te radijskim postajama za nominiranje svojih djelatnika/emisija. Javni poziv objavljen je 10. prosinca 2021. godine, a odluka o nominiranima članovi žirija donose i objavljuju najkasnije do 15. siječnja 2022. godine, dok su dobitnici proglašeni 18. ožujka 2022. godine.

### Žiri
- Miroslav Lilić, Ksenija Urličić - televizijska lice
- Ivica Propadalo - glazbenik
- Nikša Bratoš - producent
- Vojo Šiljak - radijsko lice
- Dalibor Matanić - redatelj
- Bojana Radović, Goran Gerovac, Anamarija Kronast, Maja Car, Ivana Carević, Mirjanom Žižić - predstavnici Večernjeg lista[1]

## Nagrade
Dodjeljuje se ukupno osam nagrada, od čega u svakoj kategoriji po jedna za ostvarenja u medijskom prostoru od siječnja do prosinca 2021. godine. Ove godine, po prvi puta nagrada Digitalna ruža godine.
- TV osoba godine
- Radijska osoba godine
- Glumačko ostvarenje godine
- Glazbenik godine
- TV emisija godine
- Radijska emisija godine
- Novo lice godine
- Digitalna ruža godine.

## Nominirani i dobitnici
Večernjakove ruže ove godine dijelile su se u 8 kategorija.

### TV osoba godine
| Nominirani           | Televizijski kanal |
| -------------------- | ------------------ |
| Danka Derifaj        | RTL                |
| Robert Knjaz         | HRT                |
| Tin Kovačić          | RTL                |
| Ivana Pezo Moskaljov | Nova TV            |
| Aleksandar Stanković | HRT                |

### Radijska osoba godine
| Nominirani           | Radio stanica         |
| -------------------- | --------------------- |
| Anamarija Božinović  | Radio Dalmacija       |
| Sanja Brajković      | HRT - Radio Sljeme    |
| Željko Popadić       | Rovinj FM             |
| Zlatko Turkalj Turki | HRT - HR2             |
| Slobodan Nano Vlašić | HRT - Radio Dubrovnik |

### Glumačko ostvarenje godine
| Nominirani             | Film/TV serija         |
| ---------------------- | ---------------------- |
| Živko Anočić           | Dnevnik velikog Perice |
| Mijana Bohanec Vidović | Dnevnik velikog Perice |
| Vanja Ćirić            | Plavi cvijet           |
| Igor Kovač             | Minus i plus           |
| Ksenija Pajić          | Dar Mar                |

### Glazbenik godine
| Nominirani  |
| ----------- |
| Nina Badrić |
| Matija Cvek |
| Gibonni     |
| Petar Grašo |
| Silente     |

### TV emisija godine
| Nominirani  | TV emisija |
| ----------- | ---------- |
| Doba Uskoka | HRT        |
| Masterchef  | Nova TV    |
| Potjera     | HRT        |
| Potraga     | RTL        |
| RTL Direkt  | RTL        |

### Radijska emisija godine
| Nominirani        | Radio stanica        |
| ----------------- | -------------------- |
| 2 u 1             | Radio Istra          |
| 60 otkucaja       | Yammat FM            |
| Prstom po globusu | HRT - Radio Sljeme   |
| Skener            | Laganini FM          |
| Zvjezdana prašina | Hrvatski radio - HR3 |

### Novo lice godine
| Nominirani                  | Razlog                                                                       |
| --------------------------- | ---------------------------------------------------------------------------- |
| Albina                      | nastup na Euroviziji i pjesma "Tick-Tock"                                    |
| Valentina Baus i Dino Goleš | novi voditelji Dnevnika Nove TV                                              |
| Antonia Ćosić               | novo TV lice emisije Vijesti iz kulture HRT-a                                |
| Gracija Filipović           | nagrada Zlatna kamera za najbolji debitanski film te glavna uloga u "Murini" |
| The Gentleman               | novi album "Hide & Seek"                                                     |

### Digitalna ruža godine
| Nominirani            |
| --------------------- |
| Podcast Inkubator     |
| Radnička cesta online |
| S Milunom do milijuna |
| Teini dnevnici        |
| Utakmicu po utakmicu  |

## Poveznice
- Večernjakova ruža
- Večernjakova ruža 2018.
- Večernjakova ruža 2019.
- Večernjakova ruža 2020.

## Vanjske poveznice
- Službene web stranice Večernjeg lista
- Službene web stranice Večernjeg lista - kategorija Večernjakova ruža